# Nils Waldsgaard Jensen
Nils Waldsgaard Jensen (født 25. december 1935 i København, død 19. januar 2010 i København) var en dansk fodboldspiller. I hele sin klubkarriere var Niels Waldsgaard Jensen målmand i KB og spillede en landskamp mod Finland 1961. Han blev senere inspektør på KB's anlæg på Peter Bangs Vej. Nils Waldsgaard Jensen døde 19. januar 2010. Han boede i Valby ved sin død.